# Газоконденсатная залежь
Газоконденсатная залежь — залежь, в которой углеводороды в условиях существующего пластового давления и температуры находятся в газовом состоянии. При понижении давления и повышении температуры имеет место явление так называемой «обратной конденсации», при которой углеводороды частично переходят из газообразной фазы в жидкую и остаются в поровых каналах пласта, из которых их трудно извлечь. Эксплуатация газоконденсатной залежи во избежание указанных потерь должна производиться с поддержанием давления выше точки обратной конденсации, для чего организуется закачка добываемого газа обратно в пласт после его отбензинивания. Однако в процессе разработки газоконденсатных залежей обеспечение таких условий практически не представляется возможным. Поэтому при проектировании определяется оптимальный режим эксплуатации месторождения. Для этого используются различные гидрогазодинамические модели разработки газоконденсатных залежей.
Газоконденсатная смесь является сложной углеводородной системой. Она представляет собой жидкость, содержащей тяжелые углеводородные компоненты, которые со снижением пластового давления выпадают из него, образуя газовою фазу. Фазовое превращение в газоконденсатных системах при определённых термобарических условиях усложняет математическое моделирование фильтрационных процессов газоконденсатных смесей в пористых средах. Для решения проблемы исторически существовало два подхода — две газогидродинамические модели движения в пористой среде газоконденсатной смеси. Согласно первой из них (более ранней), движение газоконденсатной смеси рассматривается по аналогии с движением газированной нефти, согласно второму подходу — газоконденсатная смесь представляется как двухфазная многокомпонентная углеводородная система. Двухфазная многокомпонентная модель движения газоконденсатной смеси имеет несколько разновидностей, одной из которых является бинарная модель. В пределах бинарного представления газоконденсатной системы, течение газоконденсатной смеси в пластах представляется течением двухфазной двухкомпонентной углеводородной жидкости.